# Рајсбах
Рајсбах (њем. Reisbach) град је у њемачкој савезној држави Баварска. Једно је од 15 општинских средишта округа Динголфинг-Ландау. Према процјени из 2010. у граду је живјело 7.514 становника. Посједује регионалну шифру (AGS) 9279134.

## Географски и демографски подаци
Рајсбах се налази у савезној држави Баварска у округу Динголфинг-Ландау. Град се налази на надморској висини од 408 метара. Површина општине износи 94,2 km². У самом граду је, према процјени из 2010. године, живјело 7.514 становника. Просјечна густина становништва износи 80 становника/km².